# Виды рода Тыква
- Cucurbita andreana Naudin — Тыква Андреана[источник не указан 2758 дней]
- Cucurbita argyrosperma C.Huber
- Cucurbita cordata S.Watson — Тыква сердцевидная
- Cucurbita cylindrata L.H.Bailey
- Cucurbita digitata A.Gray — Тыква пальчатая[источник не указан 2758 дней]
- Cucurbita ecuadorensis Cutler & Whitaker — Тыква эквадорская
- Cucurbita ficifolia Bouché — Тыква фиголистная
- Cucurbita foetidissima Kunth — Тыква вонючая
- Cucurbita fraterna L.H.Bailey
- Cucurbita galeottii Cogn.
- Cucurbita lundelliana L.H.Bailey
- Cucurbita maxima Duchesne — Тыква гигантская
- Cucurbita moschata Duchesne — Тыква мускатная
- Cucurbita okeechobeensis (Small) L.H.Bailey — Тыква окичоби
- Cucurbita palmata S.Watson — Тыква дланевидная
- Cucurbita pedatifolia L.H.Bailey - Тыква дланелистная
- Cucurbita pepo L. typus — Тыква обыкновенная
  - Cucurbita pepo subsp. ovifera (L.) D.S.Decker
  - Cucurbita pepo var. texana (Scheele) D.S.Decker
- Cucurbita radicans Naudin - Тыква укореняющаяся
- Cucurbita ×scabridifolia L.H.Bailey